# Графит у улици Гоулстон
Графит у улици Гоулстон је графит који је написан на зиду у улици Гоулстон у Лондону након 2 убиства која су се десила 30. септембра 1888. Претпоставља се да је графит написао познати лондонски убица Џек Трбосек који је убијао жене у Лондону, 1888. године.

## Откриће
30. септембра 1888. око три сата ујутру један од инспектора, по имену Алфред Лонг, открива крвави комад тканине за који се веровало да припада Трбосековој жртви Катрин Едоуз. Истрага је касније потврдила да је то комад њене кецеље. Изнад места где је пронађена тканина откривен је и графит исписан белом кредом на зиду, недалеко од места где је убијена Катрин Едоуз. Текст гласи: „The Juwes are the men That Will not be Blamed for nothing“ (Јевреји неће бити окривљени ни за шта). Неки други полицајци, међутим, тврдили су да је порука гласила овако: The „Juwes are not The men That Will be Blamed for nothing“ (Јевреји нису ти који ће бити окривљени ни због чега). Да не би дошло до побуђивања антисемитских осећања, натпис је забележен и одмах обрисан. Трбосеколози су, у међувремену, запазили занимљиву везу између правописно погрешно написане речи Juwes уместо Jews (Јевреји), као име Јубелум (ученик Хирамов) које се често среће у светој књизи слободних зидара (масона). Одатле је закључено да је Џек Трбосек био масон, или да је, у најмању руку, био близак масонима.
Није било познато зашто је тај графит написан и зашто се тамо налазио део кецеље Катрин Едоуз.
Зато су неки предложили оваква решења овог случаја:
- Писац Стефен Книгт претпоставио је да се реч Juwes (погрешно писање речи Јевреји у енглеском оригиналу) не односи на Јевреје него на масоне.
- Убица је написао поруку, те је онда на месту поруке оставио комад кецеље како би повезао поруку и убиство.
- Порука на зиду већ је била тамо, те је убица уз њу оставио комад тканине како би дао подршку поруци.
- Порука је већ била тамо, а убица је случајно бацио тканину, без икакве жеље да укаже на везу (можда чак и не примећујући поруку).
- Порука је додана након што је тканина остављена на степеништу, вероватно мало након убиства, за које се мислило да се збило око 1,45 ујутро, но пре открића тканине око 3,00 ујутро.